# Purworejo (Purworejo)
Purworejo is een bestuurslaag in het regentschap Purworejo van de provincie Midden-Java, Indonesië. Purworejo telt 12.954 inwoners (volkstelling 2010).